# 武蔵野鉄道クハ5855形電車
武蔵野鉄道クハ5855形電車（むさしのてつどうクハ5855がたでんしゃ）は、西武鉄道の前身事業者である武蔵野鉄道が、1940年（昭和15年）4月に新製した通勤形電車である。
本項では、同年11月にクハ5855形電車とほぼ同一の仕様で新製され、事実上同形式の増備車と位置付けられるクハ5860形電車についても併せて記述する。

## 概要
昭和初期における武蔵野鉄道は、大恐慌に端を発する沿線人口の伸び悩みに加え、新規路線開業や車両増備など需要に対して過大な設備投資を行ってきたことに起因する深刻な経営不振に陥っていた。1929年（昭和4年）以降毎年赤字を計上し続けた武蔵野鉄道は、1934年（昭和9年）8月には債権者からの申立により鉄道抵当法に基く管財人による経理管理および運賃収入の差し押さえなど強制執行が実施されて事実上破産し、翌1935年（昭和10年）1月には電力を供給する東京電燈より電力料金滞納を理由に送電制限を受け、列車の運行に支障をきたすなど、創業以来最も苦しい状況が続いた。その間、武蔵野鉄道は1932年（昭和7年）に経営の主導権が従来の浅野セメント（現・太平洋セメント）系から、債権者の一企業であった箱根土地（後のコクド）系に移譲され、同社の社長職にあった堤康次郎の主導によって経営再建を図った。しかし債権者との折衝は難航し、債権者が和議に応じ管財人による経理管理が解除されたのは1938年（昭和13年）9月のことであった。このような状況下、武蔵野鉄道に車両の増備を実施する余裕はなく、最後に新車が導入された1928年（昭和3年）から約12年間、在籍する車両数に変化はなかった。
経営再建後の武蔵野鉄道は、折からの景気回復に加え、東京市電（後の東京都電）の池袋延伸に伴う利便性向上、および武甲山から産出される石灰石の増産などの要因が重なった結果、経営状態・輸送人員とも急速に改善した。年々増加する利用客に対応するため、1940年（昭和15年）には7両の制御車の新製を決定、同年4月にクハ5855形5855 - 5857の3両が、同年10月にはクハ5860形5861 - 5864の4両が、約12年ぶりの新車として導入された。両形式とも間接非自動制御（HL制御）仕様で設計・製造され、そのため形式称号ならびに車両番号（以下「車番」）は武蔵野鉄道においてHL制御の車両を表す5000番台に区分された。製造はクハ5855形5855は梅鉢車輌（後の帝國車輛工業）が、クハ5855形5856・5857は日本鉄道自動車工業（通称「日鉄自工」、現・東洋工機）が、クハ5860形5861 - 5864は木南車輌製造がそれぞれ担当した。
太平洋戦争終戦後の1945年（昭和20年）9月22日付で、武蔵野鉄道は（旧）西武鉄道を吸収合併して（現）西武鉄道が成立したが、1948年（昭和23年）6月の西武鉄道に在籍する全車両を対象に実施された一斉改番に際しては、クハ5855形・クハ5860形の両形式ともクハ1231形1231 - 1237（いずれも初代）に改番・統合され、さらに1954年（昭和29年）7月にクハ1231形1232 - 1238（いずれも2代）と再び改番された。クハ1231形は同系列に属する電動車が存在しなかったことから他の電動車各形式と併結して運用され、1959年（昭和34年）まで在籍した。

## 車体
クハ5855形・5860形とも、構体主要部分を普通鋼製とした半鋼製の全長17m級車体を備える。前後妻面は緩い円弧を描く平妻形状とし、同一幅の前面窓を3枚備える非貫通構造を採用、前後妻面ともに運転台を備える両運転台構造で、運転台は武蔵野鉄道の流儀に則り進行方向右側に設置された。側面窓は従来車が腰高な位置に設置された一段窓構造であったのに対し、両形式においては窓の上下寸法を拡大した二段窓構造を採用し、腰板寸法も縮小された。客用扉は1,000mm幅の片開扉を片側3箇所備え、落成当初客用扉下部には車体床面よりも一段下がった乗降ステップが設置されていたが、後年撤去された。側面窓配置はdD6D6Dd（d：乗務員扉、D：客用扉）、車内は全車ともロングシート仕様である。
また両形式とも日中戦争の激化に伴う資材不足が生じつつあった当時の情勢を反映し、鉄道省や東武鉄道において廃車となった木造客車の台枠など転用可能な中古部材を極力流用して新製された、いわゆる戦時設計を比較的早期に採用した車両であったことが特筆される。
その他、車体外観については製造メーカーによる差異が存在し、前面雨樋形状は日鉄自工製のクハ5855形5856・5857が緩い曲線形状であったのに対し梅鉢車輌製のクハ5855形5855および木南車輌製造製のクハ5860形は直線形状であったこと、乗務員扉の高さがクハ5855形は客用扉高さと同一とされていたのに対しクハ5860形は側窓上端部と高さが揃えられていたこと、クハ5855形は車体裾部が一直線形状であったのに対しクハ5860形は客用扉周辺の車体裾部のみ段差を設けた形状であったことなどが主な相違点である。その他、各部寸法にも製造メーカーによって差異を有し、特に車体幅については製造メーカー3社で全て異なる寸法となっている。

## 主要機器
クハ5855形およびクハ5860形は、いずれも動力を持たない制御車であり、制御装置や主電動機など走行機器は搭載していない。
台車についてはいずれも中古品が採用され、クハ5855形は東武鉄道において余剰となった天野工場（後に日本車輌製造へ吸収合併）製の小型釣り合い梁式台車を購入して装着し、クハ5860形は高野山電気鉄道より同社101形電車の台車交換に伴って発生した汽車製造製の軸ばね式台車BW-54-18Lを木南車輌工業を通じて入手し装着した。
制動装置はM三動弁を備えるACM自動空気ブレーキを常用する。
連結器は並形自動連結器を採用し、前後妻面に装備する。
その他、クハ5855形・クハ5860形とも制御車ながら菱形パンタグラフを1両当たり1基搭載した。

## 導入後の変遷
前述した（現）西武鉄道成立後、戦災国電払い下げ車両（モハ311形・クハ1311形電車など）の導入に伴う車両限界拡大が実施されたことに伴って全車とも客用扉下部に張り出し形のステップを新設したのち、1948年（昭和23年）6月の一斉改番に際してクハ5855形5855 - 5857はクハ1231形1231 - 1233（いずれも初代）に、クハ5860形5861 - 5864はクハ1231形1234 - 1237（いずれも初代）にそれぞれ改番され、同一形式に統合された。同時期には連合国軍 (GHQ) の要請により西武鉄道においても連合軍専用車両が導入されたが、クハ1231形（以下「本形式」）は全車が専用車両に充当され、車内半室（側面中央部の客用扉より前部）を専用区画とし、1950年（昭和25年）頃まで運用された。
1952年（昭和27年）4月には（旧）西武鉄道が保有した制御車クハ1151形1159（初代）を同車の池袋線への転属に際してクハ1238（初代）と改番し本形式へ編入したが、1954年（昭和29年）7月には同車をクハ1231（2代）と改番、それに伴って車番の重複するクハ1231（初代）以下、旧クハ5855形・クハ5860形全車を対象に原番号に1を足した形で再改番が実施され、クハ1232 - 1238（いずれも2代）と再編された。
その間、全車を対象に片運転台構造化・運転台の進行方向左側への移設・台車のTR10（鉄道省制式の釣り合い梁式台車）への交換などを順次実施、電動車各形式と編成して運用されたが、後年の20m級車体の大型車増備に伴って本形式は武蔵野鉄道が新製した半鋼製車体を備える車両としては最も早期に淘汰が開始され、1957年（昭和32年）2月から1959年（昭和34年）2月にかけて順次廃車となって全車とも地方私鉄へ譲渡され、本形式は形式消滅した。
なお、譲渡された車両のうち、1957年（昭和32年）8月に一畑電気鉄道（現・一畑電車）へ譲渡されたクハ1232（2代・旧武蔵野鉄道クハ5855）は、1961年（昭和36年）11月に除籍されて西武鉄道へ返還され、翌1962年（昭和37年）4月にモハ151形162（2代）として復帰した。同車は一畑電気鉄道への譲渡に際して電動車化および両運転台構造化のほか、戸閉装置（ドアエンジン）が撤去されて手動扉仕様となっており、西武鉄道への復帰に際してもそれらの装備に手を加えられなかったことから、主に西武園線における単行運用に専従した。その後モハ162（2代）は、木造車体の荷物電車であったモニ1形1（初代）の代替として1964年（昭和39年）8月に荷物電車へ改造され、クモニ1形1（2代）と改称・改番された。
同車は（現）西武鉄道の前身事業者、すなわち武蔵野鉄道および（旧）西武鉄道が保有した旅客用車両としては最後まで西武鉄道に在籍した車両であったが、老朽化と小手荷物輸送量減少によって1976年（昭和51年）8月に廃車・解体処分された。同車の廃車によって、（現）西武鉄道の成立以前より在籍した、いわゆる「社形電車」は全廃となった。

## 譲渡車両
前述の通り、本形式は廃車後全車とも地方私鉄へ譲渡され、うち2両については譲渡に際して電動車化改造が実施された。いずれの車両も譲渡先においても既に廃車となり、現役の車両として運用されているものは存在しない。
- 蒲原鉄道 - クハ1233が譲渡され、電動車化改造を実施し同社モハ61として導入された[20]。

- 三岐鉄道 - クハ1234が譲渡され、同社クハ200形201として導入された[20]。

- 一畑電気鉄道（現・一畑電車） - クハ1322・1235 - 1238の5両が譲渡され、クハ1232は電動車化改造を実施し同社デハ11（初代）として、クハ1235 - 1238は同社クハ100形101 - 104としてそれぞれ導入された[20]。なお、前述の通りデハ11（初代）は1961年（昭和36年）に除籍となり西武鉄道へ返還された[21]。

廃車後は大半の車両が解体処分されたが、蒲原鉄道モハ61（旧武蔵野鉄道クハ5856）のみは同社路線が全廃となった1999年（平成11年）10月3日まで現役の車両として運用されたのち、新潟県加茂市の冬鳥越スキーガーデンにおいて静態保存され、2001年（平成13年）4月には加茂市の文化財に指定された。

## 車歴
|            | 車番     | 竣功年月   | 製造メーカー | 改番                                                     | 最終車番      | 廃車年月   | 譲渡                |
| ---------- | -------- | ---------- | ------------ | -------------------------------------------------------- | ------------- | ---------- | ------------------- |
| クハ5855形 | クハ5855 | 1940年4月  | 梅鉢車輌     | クハ1231 (I) →クハ1232 (II) →一畑デハ11→西武モハ162 (II) | クモニ1 (II)  | 1976年9月  | -                   |
| クハ5855形 | クハ5856 | 1940年4月  | 日鉄自工     | クハ1232 (I)                                             | クハ1233 (II) | 1957年11月 | 蒲原鉄道モハ61      |
| クハ5855形 | クハ5857 | 1940年4月  | 日鉄自工     | クハ1233 (I)                                             | クハ1234 (II) | 1957年7月  | 三岐鉄道クハ201     |
| クハ5860形 | クハ5861 | 1940年10月 | 木南車輌製造 | クハ1234 (I)                                             | クハ1235 (II) | 1958年1月  | 一畑電気鉄道クハ101 |
| クハ5860形 | クハ5862 | 1940年10月 | 木南車輌製造 | クハ1235 (I)                                             | クハ1236 (II) | 1958年10月 | 一畑電気鉄道クハ102 |
| クハ5860形 | クハ5863 | 1940年10月 | 木南車輌製造 | クハ1236 (I)                                             | クハ1237 (II) | 1959年2月  | 一畑電気鉄道クハ103 |
| クハ5860形 | クハ5864 | 1940年10月 | 木南車輌製造 | クハ1237 (I)                                             | クハ1238 (II) | 1959年3月  | 一畑電気鉄道クハ104 |